# 1-ша моторизована бригада СС
1-ша моторизована бригада СС (нім. 1. SS-Infanterie-Brigade (mot.)) — німецьке військове формування, моторизована бригада у складі військ Ваффен-СС, що брала участь у бойових діях на Східному фронті під час Другої світової війни.

## Історія
2 квітня 1941 на основі 8-го і 10-го піхотних полків СС (колишні штандарти СС «Тотенкопф») була створена моторизована бригада СС. Перед початком операції «Барбаросса» вона перебувала в підпорядкуванні командного штабу Рейхсфюрера СС, а в серпні 1941 року була повністю передена в підпорядкування Вищому командуванню СС і Поліції «Росія-Південь».
З 21 серпня бригада брала участь в антипартизанських акціях в Україні в районі Житомир — Коростень — Нікополь. У вересні 1941 року стала називатися 1-ю моторизованою бригадою СС. 13 жовтня бригада була передана в підпорядкування Вищому командуванню СС і Поліції «Росія-Центр». Прибувши в район групи армій «Центр», бригада почала нести службу з охорони німецьких комунікацій в районі Рильськ — Глухів — Шостка. Крім цього, частини бригади залучалися до антипартизанських операцій, діючи при цьому з граничною жорстокістю, як і всі колишні підлеглі Теодора Ейке.
У січні 1942 року бригада була переведена в Курську область, де брала участь у різних антипартизанських і каральних акціях. До 31 травня 1942 року втрати бригади склали 1 306 вбитими, пораненими і зниклими безвісти. До кінця літа 1942 року бригада брала участь у лісових антипартизанських і акціях в районі Курськ — Лівни — Воронеж.
У жовтні 1942 року бригада була перекинута під Невель, і використана в боях проти Червоної армії на півночі від Невеля і при Клевіцах. Після цього частини бригади стали знову залучатися до антипартизанських дій. У листопаді 1942 року бригада брала участь в антипартизанських операціях «Фріда», «Карлсбад», «Нюрнберг». В кінці 1942 року вона стала частиною LIX армійського корпусу, а 5 грудня в склад бригади був введений Данський добровольчий корпус і її чисельність збільшилася до 6 271 людини.
20 березня 1943 року данські добровольці були виведені зі складу бригади. В кінці червня 1943 року бригада отримала поповнення і короткий відпочинок, в серпні в бригаду було передано 10 штурмових гармат. У вересні 1943 року вона знову почала бойові дії в районі між Оршею і Бобруйском. 
22 жовтня 1943 року полки бригади отримали нові номери: 8-й став 37-м, 10-й — 38-м, але вже 12 листопада їх номери були знову змінені на 39-й і 40-й. 20 — 22 грудня бригада брала участь в операції «Ніколаус», після успішного завершення якої вона була виведена з фронту і відправлена до Хорватії, де в січні 1944 року вона була переформована в 18-ту добровольчу панцергренадерську дивізію СС «Горст Вессель».

## Командири
- Бригадефюрер СС і генерал-майор Ваффен-СС Карл Марія Демельгубер (24 квітня — 25 червня 1941)
- Оберфюрер СС Ріхард Геррманн (25 червня — 27 грудня 1941)
- Бригадефюрер СС і генерал-майор Ваффен-СС Вільгельм Гартенштайн (27 грудня 1941 — листопад 1942)
- Обергруппенфюрер СС і генерал Ваффен-СС Еріх фон дем Бах (листопад — грудень 1942)
- Бригадефюрер СС і генерал-майор Ваффен-СС Вільгельм Гартенштайн (грудень 1942 — травень 1943)
- Бригадефюрер СС і генерал-майор Ваффен-СС Карл Геррманн (31 липня — 18 жовтня 1943)
- Штандартенфюрер СС Август-Вільгельм Трабандт (18 жовтня 1943 — 24 січня 1944)

## Склад
- Штаб бригади
- 37-й гренадерський полк СС
- 38-й гренадерський полк СС
- 51-й артилерійський дивізіон СС
- 51-ша мотоциклетна рота СС
- 51-ша протитанкова батарея СС
- 51-ша зенітна батарея СС
- 51-ша саперна рота СС
- 51-ша рота зв'язку СС